# Bandera de Moldavia
La bandera de Moldavia es una bandera tricolor de franjas verticales con los colores azul (junto al asta), amarillo (en el centro) y rojo (en el exterior). En el medio de la franja central, se sitúa el escudo nacional (un águila sujetando un escudo con la imagen de un Uro para distinguirla de la bandera de Rumanía, que tiene los mismos colores. Hasta la Segunda Guerra Mundial, Moldavia formaba parte de Rumanía, y comparte con ésta idioma y cultura, de ahí la similitud de las banderas.
La bandera actual fue adoptada el 6 de noviembre de 1990 (antes de proclamarse independiente el 27 de agosto de 1991).

## Diferencia anverso-reverso
Junto a la bandera de Paraguay y a la bandera de Arabia Saudí, la bandera de Moldavia fue una de las pocas banderas nacionales con anverso y reverso diferentes. Si bien la ley indicaba que el reverso de la bandera de Moldavia no debía contener el escudo de armas, era habitual encontrar banderas con el anverso y reverso iguales. En 2010 se estableció que el reverso debería contener el escudo de armas, con la variante de que el águila mirase a la derecha para quedar en simetría con el anverso.

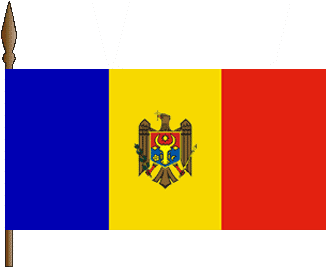
Anverso de la bandera de Moldavia (1990-2010).
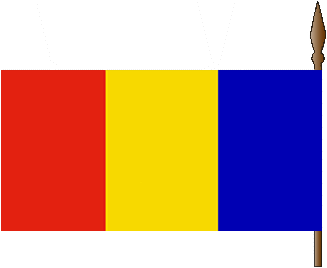
Reverso de la bandera de Moldavia (1990-2010).
Reverso de la bandera de Moldavia.

## Banderas históricas
Antes de la bandera actual, durante la etapa de la República Socialista Soviética de Moldavia, se usaba una bandera roja con una hoz y un martillo dorados en la esquina superior del lado del asta, con una franja horizontal de color verde en el centro, que fue adoptada el 31 de enero de 1952.
Antes de esta, la bandera era roja con la hoz y el martillo dorados, y con los caracteres РССМ (RSSM en cirílico) escritos también en dorado bajo estos.

Bandera de la República Democrática de Moldavia (1917)
Bandera de la RSSA de Moldavia (1924-1952)
Bandera de la RSS de Moldavia (1952-1990)
Bandera de la RSS de Moldavia (23 de junio - 6 de noviembre de 1990)